# Лазо Каровський
Ла́зо Каро́вський (мак. Лазо Каровски; *17 лютого 1927, Кавадарці, Королівство сербів, хорватів і словенців, тепер Північна Македонія — †2000, м. Скоп'є, Македонія) — македонський письменник, поет, фольклорист і історик літератури.

## З біографії
Лазо Каровський народився 17 лютого 1927 року в місті Кавадарцях.
Закінчив філософський факультет Скопського університету, де захищав дисертацію на тему «Македонські заробітчанські пісні» („Македонските печалбарски песни“).
Працював за фахом у профільному академічному Інституті фольклору імені Марка Цепенкова.
Якийсь час учителював у Скоп'є, потім тривалий час жив у Бітолі, де викладав в учительському вчилищі та Педагогічній академії. 
Лазо Каровський зробив значний вплив на культурне й літературне життя Бітоли: заснував і очолював редакцію часописа «Розвиток» („Развиток“), був біля витоків літературного клубу „Стале Попов“.
Письменник став членом Спілки письменників Македонії починаючи з 1950 року.
Помер 2000-го року в столиці вже незалежної македонської держави місті Скоп'є.

## Творчість і визнання
Лазо Каровський у своїй творчості є традиціоналістом, яскравим представником народного реалізму з елементами фольклору та історії.
Бібліографія:
- «Вівчарику» („Овчарче“, поезія для дітей, 1946);
- «Кривава блокада» („Крвава блокада“, поезія, 1947);
- «Тиквеська легенда» („Тиквешка легенда“, поема, 1948);
- «Батьківщина в пісні» („Родината в песни“, поезія, 1951);
- «Пісня солов'я» („Песна за славејот“, поезія для дітей, 1955);
- «Мати б'є» („Момина чука“, поезія,1955);
- „Ставини“ (поезія, 1958);
- «Дороги» („Патишта“, роман, 1959);
- „Заорок“ (роман, 1971);
- „Раскин“ (роман, 1973)
- «Заробітчанство в македонській літературі» („Печалбарството во Македонската литература“, стаття, 1974);
- «Македонські пісні про народно-визвольну боротьбу» („Македонски песни за НОБ“, дослідження, 1980);
- «Нехай літають голуби» („Нека летаат гулабите“, роман для дітей, 1986).

Українською мовою оповідання Лазо Каровського «Сліди пальців на асигнації» переклав Андрій Лисенко (увійшло до збірки «Македонська новела», яка вийшла 1972 року в серії «Зарубіжна новела» і за яку перекладач отримав міжнародну премію «Золоте перо»).
Творчість Лазо Каровського відзначена численними нагородами.